# ثيودور أوتيس
ثيودور أوتيس (بالإنجليزية: Theodore Otis)‏ هو سياسي أمريكي، ولد في 15 ديسمبر 1810، وتوفي في 11 يوليو 1873. حزبياً، نشط في حزب الأرض الحرة. وقد انتخب عضو مجلس نواب ماساتشوستس.